# Ellen Church
Ellen Church (Cresco, Iowa, Estats Units d'Amèrica, 22 de setembre de 1904 - Terre Haute, Indiana, 22 d'agost de 1965) fou pilot i infermera, la primera assistent de cabina de passatgers de la història de l'aviació.

## Biografia
Ellen Church va néixer a Cresco, Iowa. Després de graduar-se al Institut de Cresco va estudiar infermeria i va treballar en un hospital de San Francisco. Va obtenir a més la llicència de pilot de vol. Steve Stimpson, director de l'oficina de San Francisco de la companyia Boeing Air Transport (BAT), no la va voler contractar com a pilot, però va enviar a les oficines centrals el suggeriment de Church de posar infermeres a bord dels avions per a ajudar a apaivagar la por dels passatgers. El 1930, BAT va contract Church com a cap de les dones assistents de vol ("hostesses de vol"), encarregant-se ella mateixa de buscar i contractar set altres dones assistents per una prova pilot de tres mesos de durada.
Les hostesses de vol, o "noies del cel" ("sky girls") com les va anomenar la BAT, havien de tenir llicències d'infermeres, a més de ser "solteres, de menys de 25 anys, pesar menys de 115 lliures [52 kg] i fe menys de 5 peus, 4 polzades d'alçada [1.63 m]". A més d'assistir als passatgers, s'esperava d'elles que, en cas de ser necessari, poguessin ajudar a transportar maletes, a carregar de combustible l'avió i a ajudar els pilots a empènyer l'avió als hangars. Tanmateix, el salari era bo: 125$ al mes.
Church va esdevenir la primera dona assistent de vol, encara que no el primer assistent de vol, que ho va ser l'alemany Heinrich Kubis el 1912. El seu primer vol com a assistent va tenir lloc el 15 de maig de 1930, en un vol d'un avió del tipus Boeing 80A, amb una durada de 20 hores des d'Oakland a Chicago, amb 13 escales i 14 passatgers. Segons algunes fonts, el pilot va ser un altre pioner de l'aviació, Elrey Borge Jeppesen.
La innovació va constituir tot un èxit i altres línies aèries van seguir l'exemple de la BAT en el decurs de pocs anys. Malauradament, una lesió que es va fer en accident d'automòbil va acabar amb la carrera d'assistent de Church als 18 mesos d'haver-la començat. Va obtenir aleshores el títol de graduada en infermeria de la Universitat de Minnesota i va tornar a la professió d'infermera. El 1936 va esdevenir supervisora de pediatries de l'Hospital del Comtat de Milwaukee. Durant la Segona Guerra Mundial, Church va servir en el Cos d'Infermeres de l'Exèrcit dels EUA com a capità i com a infermera de vol, guanyant una Medalla de l'Aire. Després de la guerra es va traslladar a Terre Haute, Indiana, on va esdevenir directora d'infermeres i més tard administradora de l'Hospital Union.
El 1964 es va casar amb Leonard Briggs Marshall, president del Terre Haute First National Bank. Un accident d'equitació va acabar amb la seva vida el 1965.

## Llegat
L'aeroport municipal de Cresco va ser anomenat Camp de vol Ellen Church (KCJJ) en el seu honor.